# Bednarówka (obwód iwanofrankiwski)
Bednarówka (ukr. Боднарів) – wieś na Ukrainie, w  obwodzie iwanofrankiwskim, w rejonie kołomyjskim.
Do połowy XIX w. Bednarówka była przysiółkiem Majdanu Średniego.
W 1888 r. synowie Teodora Mrozowickiego, Justyn Franciszek Marceli i Jan Celestyn Wiktor Mrozowiccy ufundowali w Bednarówce rzymskokatolicki kościół parafialny pw. św. Teodora Męczennika.